# Волин, Виктор Петрович
Виктор Петрович Волин (12 марта 1927 — 28 февраля 1981, Ленинград) — советский художник-постановщик киностудии «Ленфильм».

## Биография
Родился 12 марта 1927 года в д. Пегариха Нижегородской губернии, РСФСР (ныне Нижегородская область Российской Федерации).
С 1946 года по 1952 год учился на художественном факультете ВГИКа у Ф. С. Богородского, Ю. И. Пименова, Г. М. Шегаля.
«В 1952 году Волин Виктор окончил ВГИК и вместе с молодой женой (выпускницей ВГИКа) Вилей Рахматулиной получил направление в г. Ленинград на киностудию „Ленфильм“».
С 1952 года по 1981 год — художник киностудии «Ленфильм». За это время как художник-постановщик участвовал в создании 25 картин.

Член Союза кинематографистов СССР (Ленинградское отделение).
«С 1958 года Виктор Волин — участник различных выставок художников театра и кино, а эскизы к последней крупной работе — телефильму „Строговы“ — экспонировались на выставке в Русском музее в Ленинграде в 1975 году».

Заслуженный художник РСФСР (1976).
Ушёл из жизни 28 февраля 1981 года в Ленинграде. Похоронен на Северном кладбище Ленинграда.

## Фильмография
1. 1953 — Алеко (фильм-опера) (совместно с Абрамом Векслером) (Режиссёр-постановщик: Сергей Сиделёв)
2. 1953 — Горячее сердце (совместно с Беллой Маневич) (Режиссёр-постановщик: Геннадий Казанский)
3. 1954 — Большая семья (совместно с Виктором Савостиным) (Режиссёр-постановщик: Иосиф Хейфиц)
4. 1955 — Счастье Андруса (Режиссёр-постановщик: Герберт Раппапорт)
5. 1956 — Искатели (Режиссёр-постановщик: Михаил Шапиро)
6. 1956 — Крутые Горки (Режиссёр-постановщик: Николай Розанцев)
7. 1957 — Поддубенские частушки (Режиссёр-постановщик: Герберт Раппапорт)
8. 1958 — Город зажигает огни (Режиссёр-постановщик: Владимир Венгеров)
9. 1958 — Наш корреспондент (Режиссёр-постановщик: Анатолий Граник)
10. 1960—1961 — Балтийское небо (Режиссёр-постановщик: Владимир Венгеров)
11. 1962 — Дикая собака динго (Режиссёр-постановщик: Юлий Карасик)
12. 1962 — Порожний рейс (Режиссёр-постановщик: Владимир Венгеров)
13. 1963 — Пока жив человек (Режиссёр-постановщик: Григорий Аронов)
14. 1964 — Возвращённая музыка (совместно с Абрамом Векслером) (Режиссёр-постановщик: Виталий Аксёнов)
15. 1965 — Рабочий посёлок (Режиссёр-постановщик: Владимир Венгеров)
16. 1967 — Женя, Женечка и «катюша» (Режиссёр-постановщик: Владимир Мотыль)
17. 1967 — Попутного ветра, «Синяя птица» (СССР/Югославия) (совместно с Властимиром Гавриком) (Режиссёр-постановщик: Михаил Ершов)
18. 1968 — Лебединое озеро (фильм-балет) (совместно с Борисом Быковым) (Режиссёры-постановщики: Аполлинарий Дудко, Константин Сергеев)
19. 1969 — Завтра, третьего апреля… (Режиссёр-постановщик: Игорь Масленников)
20. 1971 — Дорога на Рюбецаль (Режиссёр-постановщик: Адольф Бергункер)
21. 1972 — Карпухин (Режиссёр-постановщик: Владимир Венгеров)
22. 1972 — Учитель пения (Режиссёр-постановщик: Наум Бирман)
23. 1973 — Здесь наш дом (Режиссёр-постановщик: Виктор Соколов)
24. 1975 — Строговы (ТВ) (Режиссёр-постановщик: Владимир Венгеров)
25. 1979 — Вторая весна (совместно с Юрием Смирновым) (Режиссёр-постановщик: Владимир Венгеров)